# علامت مثبت–منفی

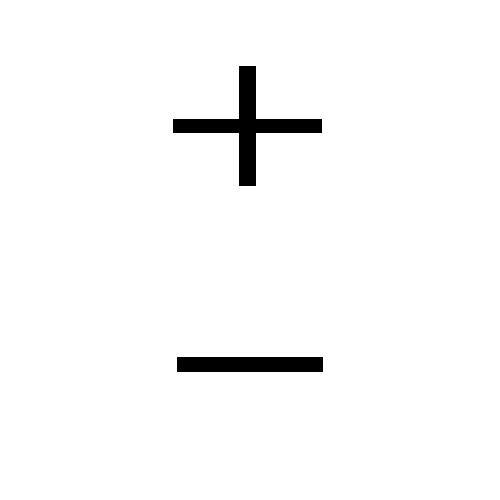
علامت مثبت-منفی

علامت به‌علاوه-منها (±) یکی از نمادهای ریاضی است که برای نشان دادن دقت و تخمین یا نمایش مقداری که می‌تواند هر یک نتایج به‌علاوه یا منها باشد (مانند معادلات درجه دو) به کار برده می‌شود.